# Kirill Lavrov
Pour les articles homonymes, voir Lavrov.
Kirill Iourievitch Lavrov (en russe : Кирилл Юрьевич Лавров), né le 15 septembre 1925, mort le 27 avril 2007, est un acteur soviétique et russe. Il était également connu comme figure politique dans son pays.

## Biographie
Kirill Lavrov est né à Léningrad où sa famille vivait jusqu'au milieu des années 1930, après quoi les parents de Kirill sont partis pour Kiev, en le laissant vivre avec sa grand-mère. Pendant la Deuxième Guerre mondiale, Lavrov était évacué à Novossibirsk. En 1943, à l'âge de 17 ans il s'est engagé dans l'armée où il a servi jusqu'à 1950. En 1946, il devint membre du parti communiste. Après la démobilisation, il a rejoint son père à Kiev, celui-ci l'a aidé à intégrer la troupe du Théâtre Lessia Oukraïnka dont il était l'un des metteurs en scène. Kirill y est resté pendant cinq ans à apprendre le métier d'acteur auprès de son père et de Konstantin Khokhlov. Quand Khokhlov a pris la direction du Théâtre Gorki en 1955, il y a invité Lavrov. En 1989, Lavrov a été élu à son tour comme directeur artistique du théâtre, il a occupé ce poste jusqu'à la fin de sa vie.
La carrière cinématographique de Kirill Lavrov a commencé en 1955, dans le film Vassek Troubatchev et ses camarades du Gorki Film Studio. Ensuite, il a joué dans plus de 70 films. En tant que réalisateur il a tourné, avec Mikhail Ulyanov, le deuxième et le troisième épisode de Frères Karamazov, sorti en 1969.
Lavrov était également actif dans la politique. En 1984—1989, il était le député du X. et XI. Soviet de l'Union et, en 1989—1991, le député de l'Union des travailleurs de théâtre de la Fédération Russe au Congrès des députés du peuple d'Union soviétique.
Kirill Lavrov est mort d'une leucémie le 27 avril 2007, dans la clinique de transplantation de moelle osseuse de l'Université Ivan Pavlov à Saint-Pétersbourg. Il est enterré au cimetière Bogoslovskoïe.

## Prix et récompenses
- 1963 : Artiste émérite de la RSFSR
- 1967 : Ordre de l'Insigne d'honneur
- 1969 : Artiste du peuple de la RSFSR
- 1971 : Ordre de la révolution d'Octobre
- 1972 : Artiste du peuple de l'URSS
- 1974 : Prix d'Etat de la RSFSR frères Vassiliev
- 1975 : Ordre du Drapeau rouge du Travail
- 1978 : prix d’État de l'URSS, pour le spectacle Le Don paisible au  théâtre Gorki de Léningrad
- 1982 : Prix Lénine
- 1985 : Ordre de Lénine
- 1985 : Héros du travail socialiste
- 1995 : Ordre du Mérite pour la Patrie
- 1995 : Citoyen d'honneur de Saint-Pétersbourg
- 1999 : Masque d'or dans la catégorie Honneur et dignité
- 2000 : Ordre du Mérite pour la Patrie
- 2003 : Artiste du peuple de l'Ukraine
- 2005 : Ordre du Mérite pour la Patrie

## Filmographie partielle
- 1955 : Vassek Troubatchev et ses camarades (Васёк Трубачёв и его товарищи) d'Ilia Frez : épisode
- 1964 : Les Vivants et les Morts (Живые и мёртвые) d'Aleksandr Stolper : Sintsov
- 1966 : Une longue vie heureuse (Долгая счастливая жизнь) de Guennadi Chpalikov : Victor
- 1969 : Vengeance (Возмездие, Vozmezdie) d'Aleksandr Stolper : capitaine Ivan Sintsov
- 1969 : Tchaïkovski (Чайковский) d'Igor Talankine : Władysław Pachulski
- 1969 : Les Frères Karamazov (Братья Карамазовы) de Kirill Lavrov, Ivan Pyriev et Mikhaïl Oulianov : Ivan Karamazov
- 1970 : Lioubov Yarovaïa (Любовь Яровая) de Vladimir Fetine
- 1972 : Le Domptage de feu (Укрощение огня) de Daniil Khrabrovitski : Bachkirtsev
- 1974 : Le Dit du cœur humain (Сказ о человеческом сердце) de Daniil Khrabrovitski : Oleg
- 1975 : Confiance (ru) (Доверие) de Viktor Tregoubovitch et Edvin Laine : Vladimir Lénine
- 1978 : Un accident de chasse (Мой ласковый и нежный зверь) de Emil Loteanu : Karneyev
- 1979 : Le Verre d'eau (Стакан воды) de Youli Karassik d'après Eugène Scribe : vicomte Bolingbroke
- 1979 : Yaroslavna, Reine de France (Ярославна, королева Франции) d'Igor Maslennikov
- 1986 : Oncle Vania (Дядя Ваня, d'après Tchekhov) de Gueorgui Tovstonogov : le docteur Astrov
- 1988 : Zone interdite (Запретная зона) de Nikolaï Goubenko : Neklyosov, président de la coopérative de jardin et de datcha
- 2005 : Le Maître et Marguerite (Мастер и Маргарита) de Vladimir Bortko : Ponce Pilate
- 2009 : Attaque sur Léningrad (Ленинград) d'Aleksandr Buravsky : speaker à la radio